# Coleophora tsherkesi
Coleophora tsherkesi é uma espécie de mariposa do gênero Coleophora pertencente à família Coleophoridae.